# Andebol 1 Feminino
La 1ª División femenina de Balonmano, conocida también por su denominación oficial Andebol 1 Feminino o Primera División, es la principal liga femenina de balonmano en Portugal.

## Historia
Fundada en 1978, actualmente lo disputan doce equipos. Madeira SAD es el equipo más condecorado del campeonato. Su primera denominación fue Primera División Femenina de Portugal para, a partir de la temporada 2009-10, pasarse a llamarse Andebol 1 Feminino.

## Lista de campeones
| Primera División Femenina de Portugal | Primera División Femenina de Portugal | Primera División Femenina de Portugal | Primera División Femenina de Portugal | Primera División Femenina de Portugal |
| Año                                   | Campeón                               |                                       |                                       |                                       |
| ------------------------------------- | ------------------------------------- | ------------------------------------- | ------------------------------------- | ------------------------------------- |
| 1977–78                               | Oeiras                                |                                       |                                       |                                       |
| 1978–79                               | Oeiras                                |                                       |                                       |                                       |
| 1979–80                               | María Amalia                          |                                       |                                       |                                       |
| 1980–81                               | Torres Novas                          |                                       |                                       |                                       |
| 1981-82                               | Almada                                |                                       |                                       |                                       |
| 1982-83                               | Oeiras                                |                                       |                                       |                                       |
| 1983-84                               | SL Benfica                            |                                       |                                       |                                       |
| 1984-85                               | Ginásio Clube do Sul                  |                                       |                                       |                                       |
| 1985-86                               | SL Benfica                            |                                       |                                       |                                       |
| 1986-87                               | SL Benfica                            |                                       |                                       |                                       |
| 1987-88                               | Ginásio Clube do Sul                  |                                       |                                       |                                       |
| 1988-90                               | SL Benfica                            |                                       |                                       |                                       |
| 1989-90                               | SL Benfica                            |                                       |                                       |                                       |
| 1990-91                               | Colegio de Gaia                       |                                       |                                       |                                       |
| 1991-92                               | SL Benfica                            |                                       |                                       |                                       |
| 1992-93                               | SL Benfica                            |                                       |                                       |                                       |
| 1993-94                               | CS Madeira                            |                                       |                                       |                                       |
| 1994-95                               | CS Madeira                            |                                       |                                       |                                       |
| 1995-96                               | CS Madeira                            |                                       |                                       |                                       |
| 1996-97                               | CS Madeira                            |                                       |                                       |                                       |
| 1997-98                               | AC Funchal                            |                                       |                                       |                                       |
| 1998-99                               | SAD de Madeira                        |                                       |                                       |                                       |
| 1999-00                               | SAD de Madeira                        |                                       |                                       |                                       |
| 2000-01                               | SAD de Madeira                        |                                       |                                       |                                       |
| 2001-02                               | SAD de Madeira                        |                                       |                                       |                                       |
| 2002-03                               | SAD de Madeira                        |                                       |                                       |                                       |
| 2003-04                               | SAD de Madeira                        |                                       |                                       |                                       |
| 2004-05                               | SAD de Madeira                        |                                       |                                       |                                       |
| 2005-06                               | SAD de Madeira                        |                                       |                                       |                                       |
| 2006-07                               | SAD de Madeira                        |                                       |                                       |                                       |
| 2007-08                               | SAD de Madeira                        |                                       |                                       |                                       |
| 2008-09                               | SAD de Madeira                        |                                       |                                       |                                       |
| Andebol 1 Femenino                    |                                       |                                       |                                       |                                       |
| Año                                   | Campeón                               | Segundo lugar                         | Tercer lugar                          | Cuarto puesto                         |
| 2009-10                               | Gil Eanes                             | SAD de Madeira                        | Colegio de João Barros                | Colegio Gaia                          |
| 2010-11                               | Gil Eanes                             | SAD de Madeira                        | Colegio de João Barros                | Juventud de Lis                       |
| 2011-12                               | SAD de Madeira                        | Gil Eanes                             | Colegio de João Barros                | Marítimo                              |
| 2012-13                               | Alavario                              | SAD de Madeira                        | Colegio de João Barros                | Juventud de Lis                       |
| 2013-14                               | Alavario                              | SAD de Madeira                        | Colegio de João Barros                | Colegio de Gaia                       |
| 2014-15                               | Alavario                              | SAD de Madeira                        | Colegio de Gaia                       | Colegio de João Barros                |
| 2015-16                               | SAD de Madeira                        | Alavarium                             | Colegio de Gaia                       | Colegio de João Barros                |
| 2016-17                               | Colegio de Gaia                       | SAD de Madeira                        | Alavarium                             | Colegio de João Barros                |
| 2017-18                               | SAD de Madeira                        | Colegio de Gaia                       | Alavarium                             | Maiastars                             |
| 2018-19                               | Colegio de Gaia                       | SAD de Madeira                        | Alavario                              | 1º Mayo                               |
| 2019-20                               | Colegio de Gaia                       | SAD de Madeira                        | Alavario                              | benfica                               |
| 2020-21                               | SAD de Madeira                        | SL Benfica                            | Alavario                              | Alpendorada                           |
| 2021-22                               | SL Benfica                            | SAD de Madeira                        | Alavarium                             | Académica de Coimbra                  |
| 2022-23                               | SL Benfica                            | SAD de Madeira                        | AD Academia Andebol SPS               | Sur 1º Maio / ADA CJB                 |
| 2023-24                               | SL Benfica                            | SAD de Madeira                        | Colegio de Gaia                       | AD Academia Andebol SPS               |

## Histórico
| Club                 | Titles | Years won |
| -------------------- | ------ | --- |
| SAD de Madeira       | 15     | 1998–99, 1999–00, 2000–01, 2001–02, 2002–03, 2003–04, 2004–05, 2005–06, 2006–07, 2007–08, 2008–09, 2011–12, 2015–16, 2017–18, 2020–21 |
| SL Benfica           | 10     | 1983–84, 1985–86, 1986–87, 1988–89, 1989–90, 1991–92, 1992–93, 2021–22, 2022-23, 2023-24                                              |
| CS Madeira           | 4      | 1993–94, 1994–95, 1995–96, 1996–97 |
| Colégio Gaia         | 3      | 1990–91, 2016–17, 2018–19 |
| Alavarium            | 3      | 2012–13, 2013–14, 2014–15 |
| Gil Eanes            | 2      | 2009–10, 2010–11 |
| Ginásio Clube do Sul | 2      | 1984–85, 1987–88 |
| GDL Oeiras           | 2      | 1977–78, 1978–79 |
| AD Oeiras            | 1      | 1982–83 |
| AC Funchal           | 1      | 1997–98 |
| Almada AC            | 1      | 1981–82 |
| Torres Novas         | 1      | 1980–81 |
| Maria Amália         | 1      | 1979–80 |